# Tyler Onyango
Tyler Onyango (Luton, 4 de marzo de 2003) es un futbolista inglés. Juega de centrocampista y su equipo es el Stockport County F. C. de la League One.

## Trayectoria
Empezó a formarse como futbolista en la cantera del Everton FC. Después de varias temporadas en las categorías inferiores del club, finalmente debutó con el primer equipo el 24 de enero de 2021 en un encuentro de la FA Cup contra el Sheffield Wednesday FC, partido que finalizó con un marcador de 3-0. Su debut en la Premier League se produjo el 21 de noviembre de 2021 contra el Manchester City FC.

## Clubes
| Club                                 | País       | Año       | Partidos | Goles |
| ------------------------------------ | ---------- | --------- | -------- | ----- |
| Everton F. C.                        | Inglaterra | 2020-2022 | 4        | 0     |
| Burton Albion F. C. (préstamo)       | Inglaterra | 2022-2023 | 24       | 0     |
| Forest Green Rovers F. C. (préstamo) | Inglaterra | 2023      | 3        | 0     |
| Everton F. C.                        | Inglaterra | 2023-2024 | 1        | 0     |
| Stockport County F. C. (préstamo)    | Inglaterra | 2024-     | 10       | 0     |